# Trevoria chloris
Trevoria chloris är en orkidéart som beskrevs av Johann Georg Christian Lehmann. Trevoria chloris ingår i släktet Trevoria och familjen orkidéer.
Artens utbredningsområde är Colombia. Inga underarter finns listade i Catalogue of Life.